# グーフィーのノイローゼ
『グーフィーのノイローゼ』（原題：Father's Day Off）は、ウォルト・ディズニー・プロダクション（現：ウォルト・ディズニー・カンパニー）が製作した1953年3月28日公開のアニメーション短編映画作品。グーフィーの短編映画シリーズの第43作目である。

## あらすじ
妻に息子のジュニアと一緒に留守番を任せられることになったグーフィーですが・・・。

## スタッフ
- 製作：ウォルト・ディズニー、ロイ・O・ディズニー
- 監督：ジャック・キニー
- 作画：ヒュー・フレーザー、ジョン・シブレー、エド・アーダル、ジョージ・ニコラス
- 効果：ダン・マクマヌス
- 脚本：ディック・キニー、ブライス・マック
- 美術：アル・ツィンネン
- 背景：エド・スター
- 音楽：ポール・J・スミス

## キャスト
| キャラクター | 原語版               | 旧吹き替え版 | 新吹き替え版 |
| ------------ | -------------------- | ------------ | ------------ |
| グーフィー   | ピント・コルヴィッグ | 小山武宏     | 島香裕       |
| 妻           |                      |              |              |
| ジュニア     |                      |              |              |
| 隣人         |                      |              |              |
| ナレーション |                      | 江原正士     | 大平透       |